# Truck Stop
Truck Stop ist eine deutsche Country-Band aus Seevetal-Maschen südlich von Hamburg. Der Name stammt aus dem Englischen, wo er „LKW-Rastplatz“ bedeutet, äquivalent zu den deutschen Autobahnraststätten oder Autohöfen. Ende der 1970er Jahre hatten sie ihren Durchbruch mit deutschsprachiger Country-Musik. Zu ihren größten Erfolgen gehören Ich möcht’ so gern Dave Dudley hör’n (1977), Take It Easy, altes Haus (1979) und Der wilde, wilde Westen (1980). Außerdem wurden sie mit der Titelmusik zur Fernsehserie Großstadtrevier bekannt.

## Geschichte
Die Gruppe Truck Stop wurde 1973 in Hamburg gegründet. Sie spielte zunächst englischsprachige Country-Musik, Rock ’n’ Roll und Blues.
Die Gründungsmitglieder sind:
- Günter „Cisco“ Berndt (* 12. Dezember 1942 in Hamburg; † 31. Dezember 2014[1] in Maschen[2])
- Burkhard „Lucius“ Reichling (* 8. März 1947 in Berlin; † 14. August 2012 in Hamburg)
- Rainer Bach (* 14. Dezember 1947 in Bielefeld)
- Erich Doll (* 31. Juli 1948 in Kolbermoor; † 6. Juni 2019)
- Wolfgang „Teddy“ Ibing (* 10. August 1948 in Bergen an der Dumme)
- Eckart Hofmann (* 1943 in Kisdorf)

Trotz diverser Fernsehauftritte, etwa im Musikladen, verkauften sich die Alben der Gruppe zunehmend schlechter, woraufhin ein Stilwechsel beschlossen wurde. Die Mitglieder der Gruppe verständigten sich auf den Schwerpunkt Country in deutscher Sprache. Um dem Wechsel auch musikalisch Ausdruck zu verleihen, wurde Hofmann am Saxophon durch Berndt an der akustischen Gitarre ersetzt. Berndts Part als Bassisten übernahm Rudolf „Stempel“ Steinmetz.

## Karriere

Truck Stop – Der wilde wilde Westen

Joe Menke produzierte mit der deutschen Countryband zunächst ein Demoband in seinem Maschener Tonstudio und präsentierte es erfolglos mehreren Plattenfirmen. Telefunken bot schließlich der Gruppe 1973 einen Plattenvertrag an. Die erste LP Truck Stop von 1973 enthielt noch englischsprachige Titel und wurde 50.000 Mal verkauft. Neben Menke fungierte als Toningenieur Volker Heintzen. Diese Konstellation sollte die wichtigste der Gruppe werden und den Grundstein für den dauerhaften Erfolg von Truck Stop legen. Auch die 1974 aufgenommene LP Can’t Stop Truck Stop war auf Englisch.
Menke brachte die Gruppe dann 1977 auf die Idee, deutschsprachige Country-Musik zu präsentieren. Ergebnis war die LP Zuhause (August 1977, veröffentlicht im Oktober 1977), von der 150.000 Exemplare umgesetzt wurden. Zur Verstärkung für Text und Komposition wurden Klaus-Dieter Eckardt und Holger Grabowski engagiert. Erster Single-Hit hieraus war Die Frau mit dem Gurt (September 1977, Rang 27 der deutschen Hitparade). Weitere kommerzielle LPs wie Auf Achse (Juni–Juli 1978, veröffentlicht Oktober 1978,) Bitte recht freundlich (Oktober 1979), Truck Stop (Oktober 1980; verkaufte 100.000 Exemplare) folgten.
Bei der LP Auf Achse wurde Rudolf Steinmetz durch Uwe Lost am Bass abgelöst. Zu dieser Zeit stieß auch der Däne Nils Tuxen zu der Gruppe, die er mit Pedal-Steel-Gitarre und Dobro unterstützte. Der Titel Ich möcht’ so gern Dave Dudley hör’n erreichte im April 1978 Rang 9 der deutschen Single-Hitparade und stammte aus der LP Zuhause. Am 17. März 1979 nahm Truck Stop mit Take It Easy, altes Haus an der deutschen Vorentscheidung zum Eurovision Song Contest teil (Platz 2). Im zweitgrößten Single-Hit der Gruppe Der wilde wilde Westen (April 1980, Rang 5) kommt Menkes Tonstudio im Refrain vor:

„Der wilde, wilde Westen

Fängt gleich hinter Hamburg an

In einem Studio in Maschen

Gleich bei der Autobahn“

1983 verließ Rainer Bach die Gruppe und wurde durch Knut Bewersdorff (* 27. April 1960 in Stade) ersetzt. 2003 schied Erich Doll aus und wurde durch Dirk Schlag (* 21. April 1971 in Gifhorn) ersetzt. Burkhard „Lucius“ Reichling starb am 14. August 2012 im Alter von 65 Jahren an den Folgen einer Lungenentzündung und einer spät erkannten Krebserkrankung. Seine Aufgaben als Gitarrist und Sänger übernahm Andreas Cisek. Das Gründungsmitglied Cisco Berndt schied nach 40 Jahren aus gesundheitlichen Gründen aus der Band aus. Sein letztes Konzert spielte er am 21. Dezember 2013 mit. Ein Jahr und zehn Tage später starb er.
Menkes Produzentenrolle bei der Band endete 1995, als er sich mit 70 Jahren aus der Studioarbeit zurückzog. Sein langjähriger Toningenieur Volker Heintzen übernahm diese Position bis 2013. Dieser hatte inzwischen das VOX-Klangstudio Bendestorf errichtet, in dem im Mai 1995 die Truck-Stop-LP No. 1 aufgenommen wurde.
Im Oktober 2021 wurde bekanntgegeben, dass Uwe Lost die Gruppe zum Jahresende verlässt. Sein Nachfolger wurde Uwe Frenzel. Im März 2022 verließ Chris Kaufmann die Band und wurde durch David Rick ersetzt.

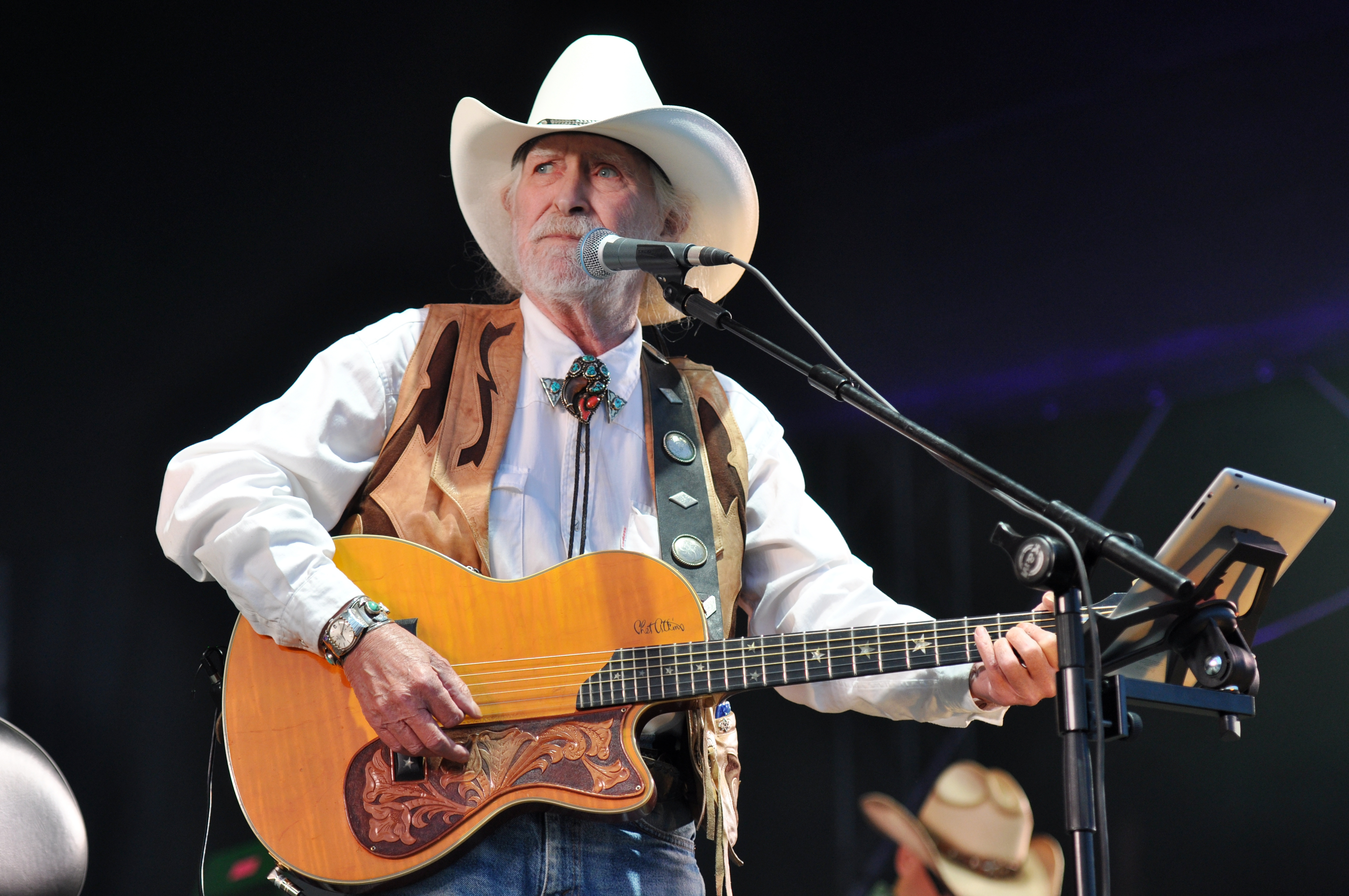
Cisco Berndt
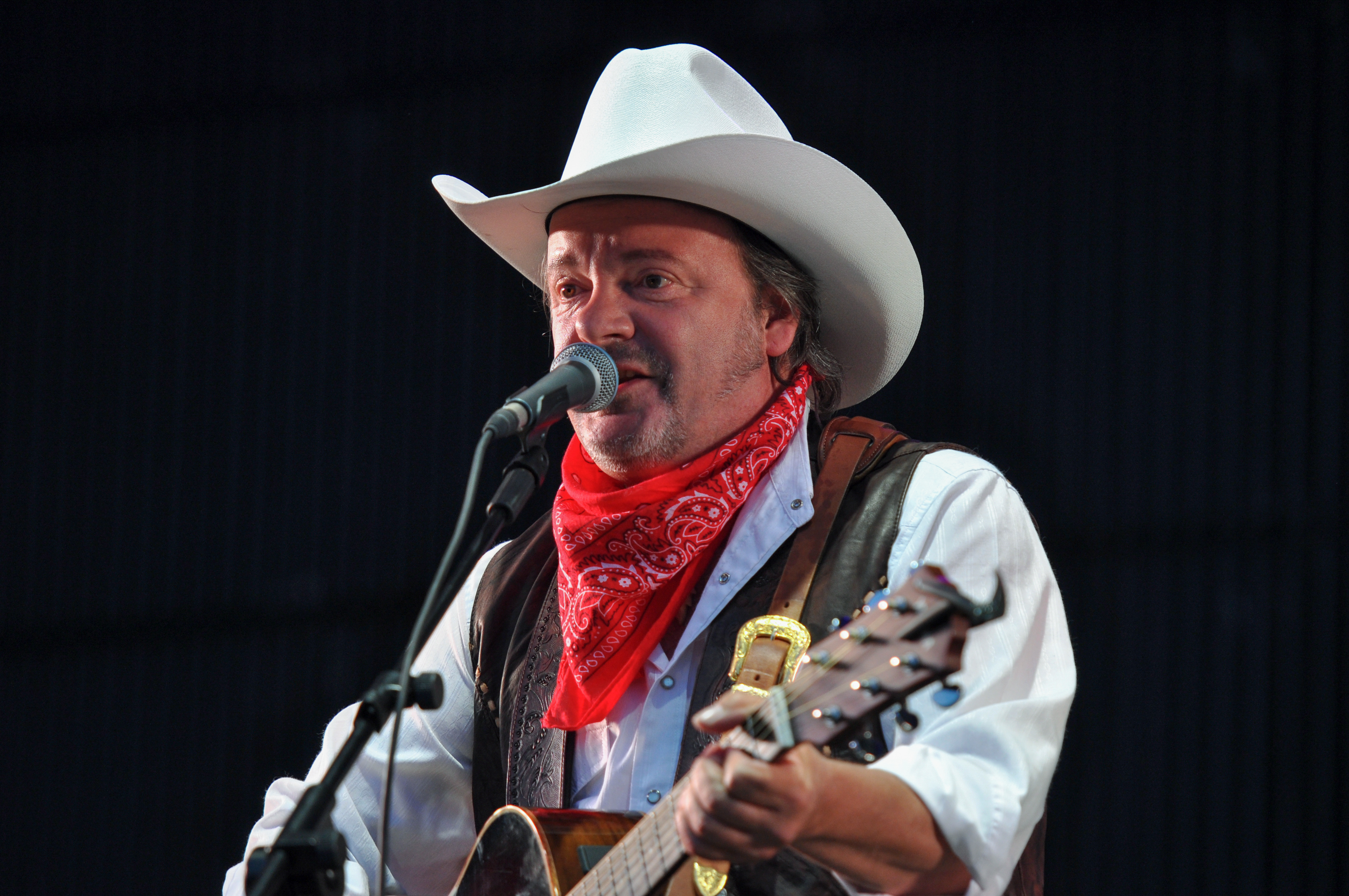
Andreas Cisek
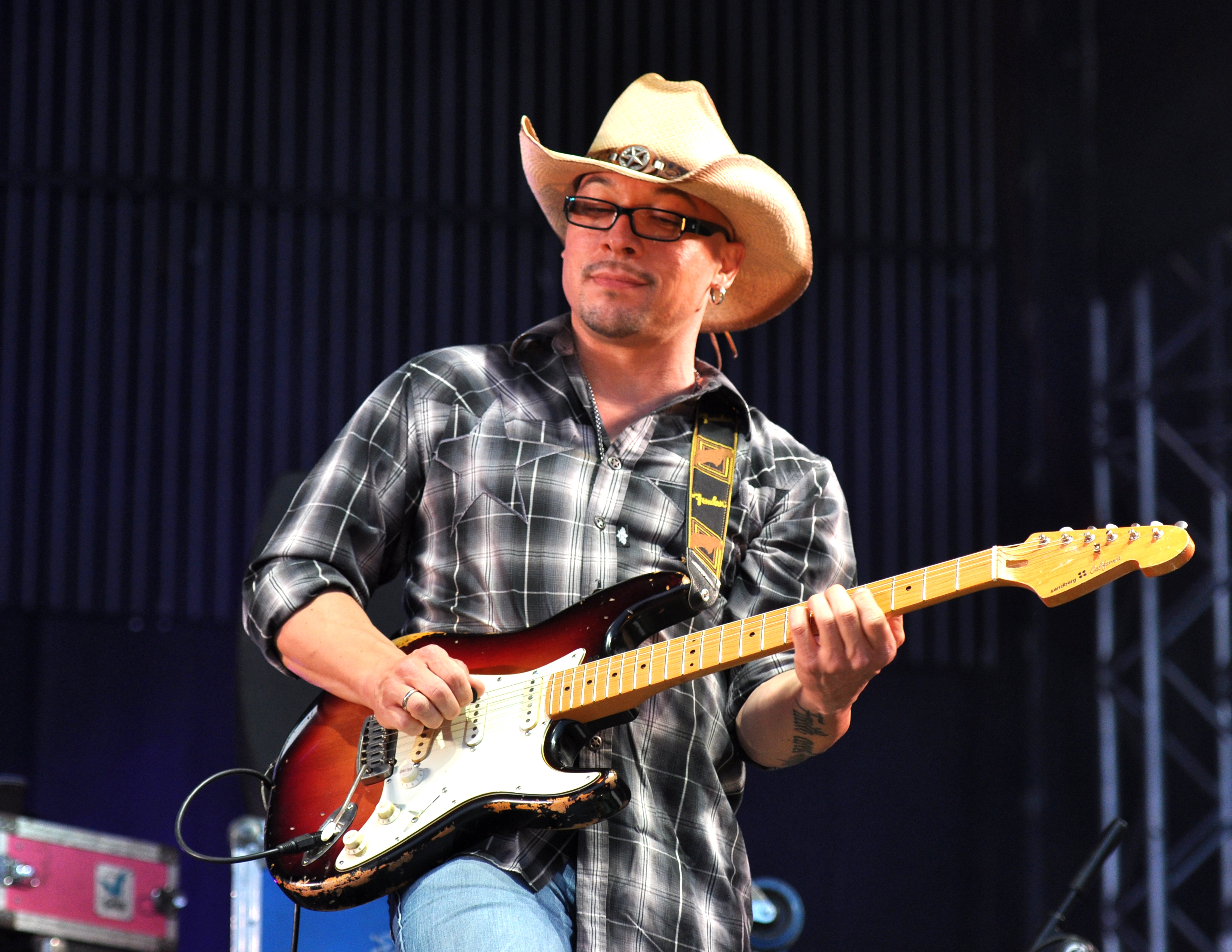
Dirk Schlag
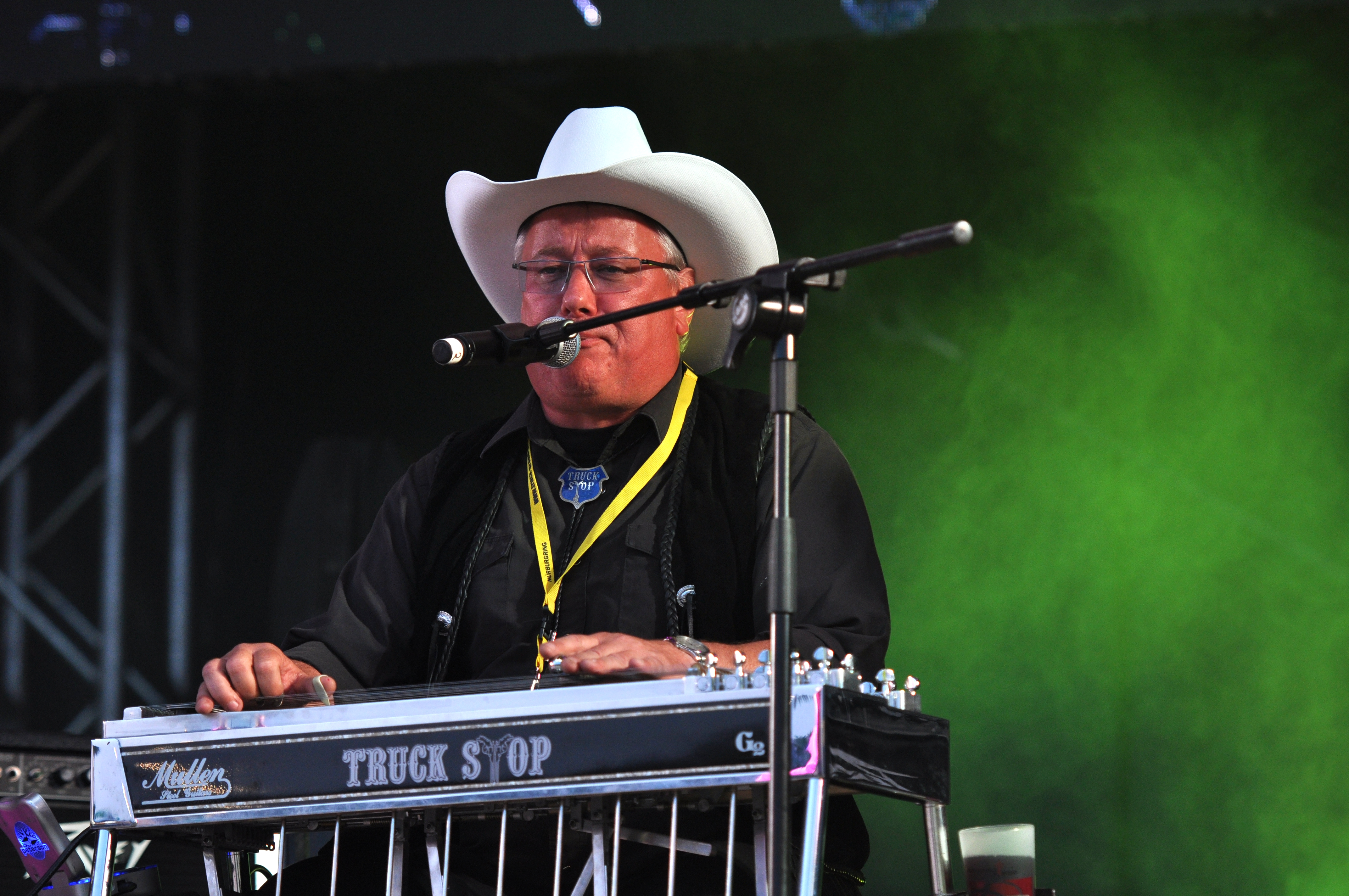
Knut Bewersdorff
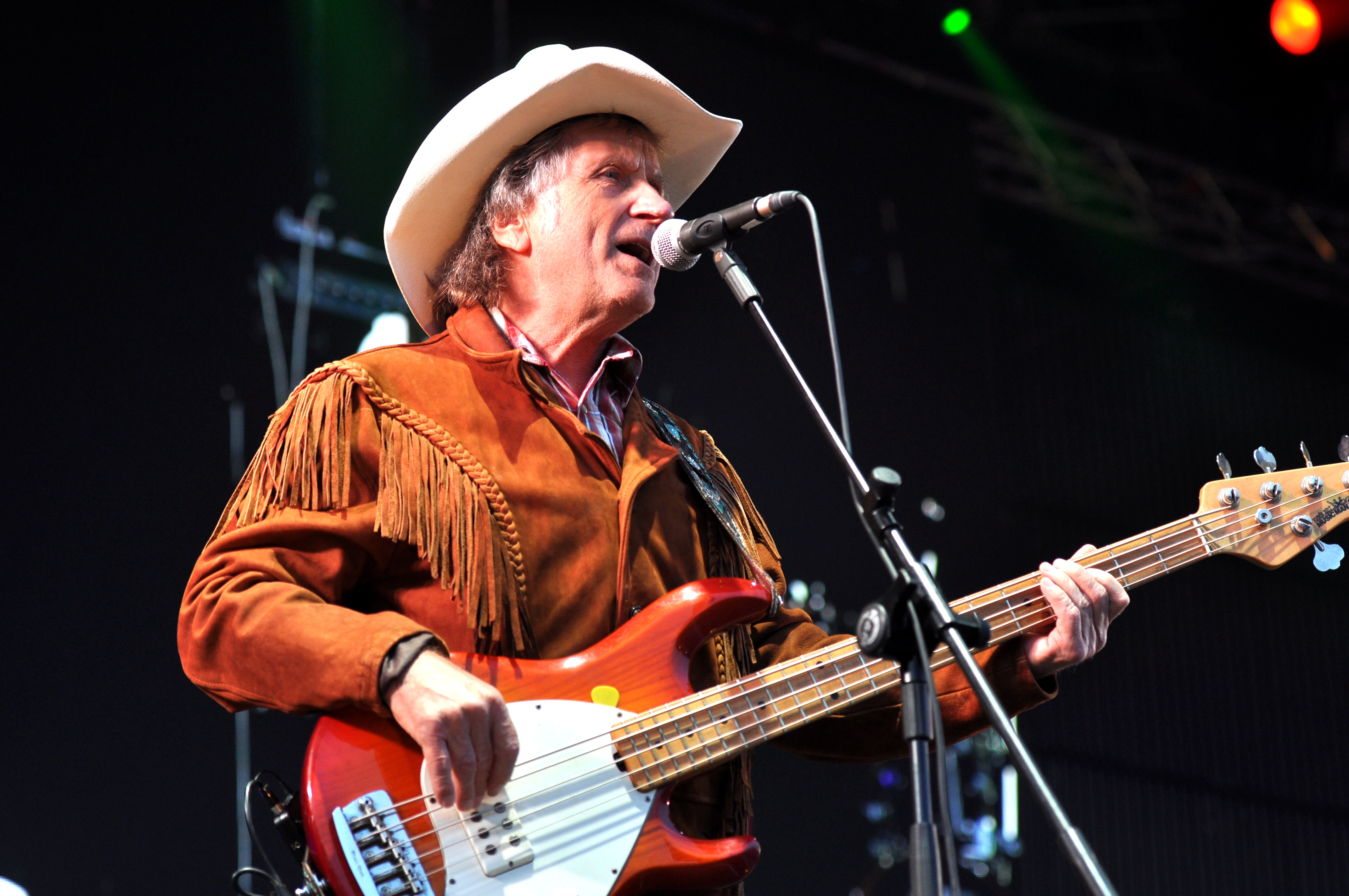
Uwe Lost

## Verschiedenes

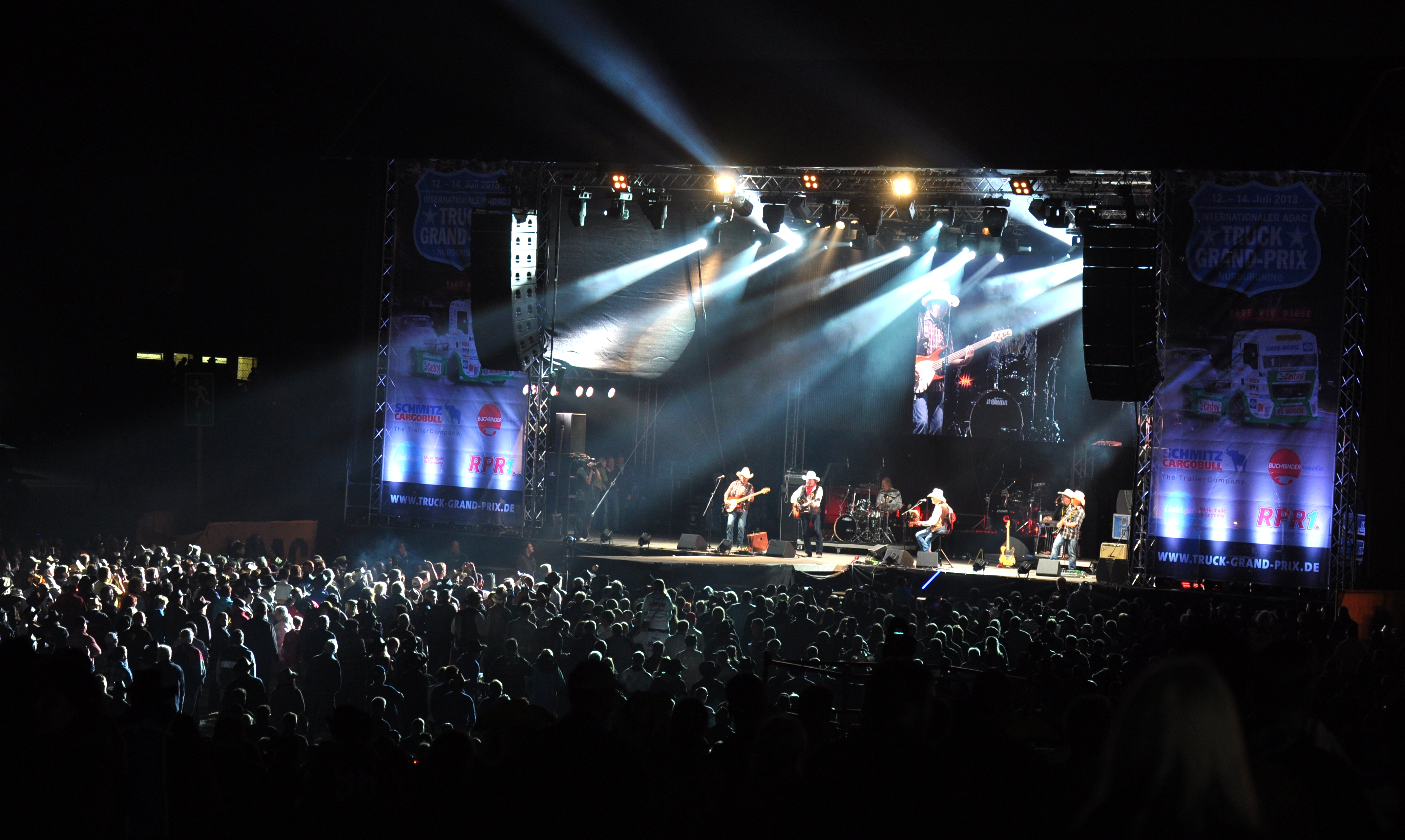
Truck Stop, Auftritt beim Internationalen Truck Grand Prix Countryfestival 2013

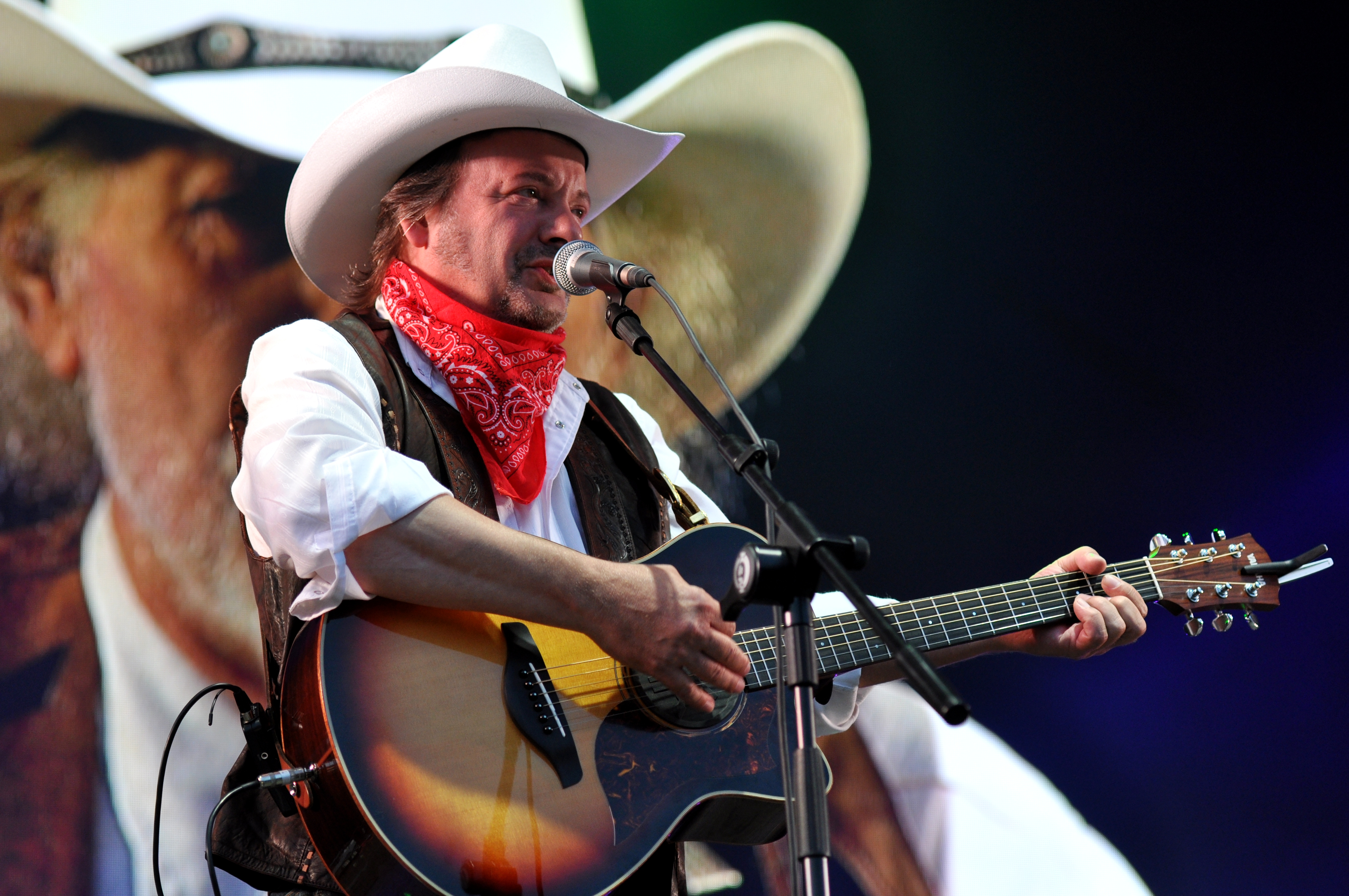
Andreas Cisek vor einer Projektion mit Cisco Berndt

- Truck Stop spielte 1974 als Vorband bei Fats Domino.[11]
- Von Truck Stop stammt der Titelsong Großstadtrevier zur gleichnamigen Fernsehserie (komponiert von Uwe Lost/Text C.D. Eckardt)
- Truck Stop unterstützen musikalisch den Titel Maschen-Draht-Zaun (1999) von Stefan Raab.
- Das Niedersächsische Staatstheater Hannover präsentierte in der Cumberlandschen Galerie von Dezember 2001 bis 2008 einen Truck-Stop-Abend. Unter dem Titel Die Frau wird schöner mit jedem Glas Bier setzt sich der Schauspieler Fabian Gerhardt mit der Lyrik und der Musik der Gruppe auseinander. Seit 2009 finden die Aufführungen im Theater am Küchengarten in Hannover statt.[12]

## Auszeichnungen
- Mehrere GACMF-Awards der „German-American-Country-Music-Federation“, zuletzt 2006 als Entertainer des Jahres
- Goldene Stimmgabeln 1996, 1998 und 2006[13]
- Für den Song Maschen-Draht-Zaun erhielt Truck Stop zusammen mit Stefan Raab drei Gold-Auszeichnungen (entspricht 1× Platin und 1× Gold) für über 800.000 verkaufte Singles[14]
- „Nord Award“ 2008[15]
- RSH-Gold 2000[16]

## Diskografie

### Studioalben
| Jahr | Titel                            | Höchstplatzierung, Gesamtwochen, AuszeichnungChartplatzierungen (Jahr, Titel, Platzierungen, Wochen, Auszeichnungen, Anmerkungen) | Höchstplatzierung, Gesamtwochen, AuszeichnungChartplatzierungen (Jahr, Titel, Platzierungen, Wochen, Auszeichnungen, Anmerkungen) | Anmerkungen                                                                              |
| Jahr | Titel                            | DE | CH | Anmerkungen                                                                              |
| ---- | -------------------------------- | --- | --- | ---------------------------------------------------------------------------------------- |
| 1981 | Die Cowboys                      | DE44 (2 Wo.)DE | — | Erstveröffentlichung: September 1981 Produzenten: Joe Menke, Truck Stop, Volker Heintzen |
| 1982 | Nicht zu bremsen!                | DE3 (9 Wo.)DE | — | Erstveröffentlichung: März 1982                                                          |
| 1982 | Rodeo                            | DE65 (1 Wo.)DE | — | Erstveröffentlichung: September 1982                                                     |
| 1990 | Arizona                          | DE42 (11 Wo.)DE | — | Erstveröffentlichung: Juli 1990                                                          |
| 1996 | Gegen den Wind                   | DE81 (4 Wo.)DE | — | Erstveröffentlichung: 15. Juli 1996                                                      |
| 1999 | Damenwahl                        | DE71 (1 Wo.)DE | — | Erstveröffentlichung: 16. August 1999                                                    |
| 2001 | Cowboy Alarm                     | DE89 (1 Wo.)DE | — | Erstveröffentlichung: 23. April 2001                                                     |
| 2002 | Wilde Reiter                     | DE78 (1 Wo.)DE | — | Erstveröffentlichung: 24. Juni 2002                                                      |
| 2004 | Große Freiheit                   | DE69 (1 Wo.)DE | — | Erstveröffentlichung: 6. September 2004                                                  |
| 2006 | Immer geradeaus                  | DE64 (2 Wo.)DE | — | Erstveröffentlichung: 20. Januar 2006                                                    |
| 2007 | Willkommen in der Familie        | DE56 (2 Wo.)DE | — | Erstveröffentlichung: 16. Februar 2007                                                   |
| 2008 | 35 Jahre Country aus Deutschland | DE80 (1 Wo.)DE | — | Erstveröffentlichung: 25. Juli 2008                                                      |
| 2008 | Leb’ dein Leben                  | DE74 (1 Wo.)DE | — | Erstveröffentlichung: 26. September 2008                                                 |
| 2010 | 6 Richtige                       | DE45 (2 Wo.)DE | — | Erstveröffentlichung: 17. September 2010                                                 |
| 2012 | Country-Band                     | DE32 (3 Wo.)DE | — | Erstveröffentlichung: 20. Juli 2012                                                      |
| 2013 | 40 Jahre … Geile Zeiten          | DE44 (2 Wo.)DE | — | Erstveröffentlichung: 28. Juni 2013                                                      |
| 2015 | Country Freunde für immer        | DE24 (1 Wo.)DE | — | Erstveröffentlichung: 13. März 2015                                                      |
| 2015 | Männer sind so                   | DE15 (2 Wo.)DE | — | Erstveröffentlichung: 9. Oktober 2015                                                    |
| 2017 | Made in Germany                  | DE23 (1 Wo.)DE | CH67 (1 Wo.)CH | Erstveröffentlichung: 7. April 2017                                                      |
| 2018 | Das große Jubiläum               | — | CH88 (1 Wo.)CH | Erstveröffentlichung: 23. März 2018                                                      |
| 2019 | Ein Stückchen Ewigkeit           | DE21 (4 Wo.)DE | CH47 (1 Wo.)CH | Erstveröffentlichung: 15. März 2019                                                      |
| 2021 | Liebe, Lust & Laster             | DE4 (2 Wo.)DE | CH91 (1 Wo.)CH | Erstveröffentlichung: 2. April 2021                                                      |
| 2025 | Freiheit pur                     | DE14 (1 Wo.)DE | CH36 (1 Wo.)CH | Erstveröffentlichung: 9. Mai 2025                                                        |

grau schraffiert: keine Chartdaten aus diesem Jahr verfügbar
| - 1973: Truck Stop - 1974: Can’t Stop Truck Stop - 1975: Keep on Truckin’ - 1976: Truckin’ on New Tracks - 1977: Zuhause (Verkäufe: + 150.000) - 1977: Truck Stop Live - 1978: Auf Achse - 1978: Highway 59 (2 LPs) - 1979: Bitte recht freundlich - 1980: Truck Stop - 1983: Potz Blitz - 1984: Alles klar | - 1986: Louisiana Ladies - 1987: Freunde bleiben - 1988: Fest im Sattel (2 LPs, Jubiläumsalbum 15 Jahre) - 1989: Keep It Country - 1991: Alles Bingo - 1991: Weihnachten im wilden Westen - 1992: High Noon - 1994: Heiß wie Chili - 1997: Hände hoch - 2000: On the Road - 2009: Die größten Country-Medleys - 2014: Eighteen Wheels Live in Orange County |

### Kompilationen
| Jahr | Titel    | Höchstplatzierung, Gesamtwochen, AuszeichnungChartplatzierungen (Jahr, Titel, Platzierungen, Wochen, Auszeichnungen, Anmerkungen) | Höchstplatzierung, Gesamtwochen, AuszeichnungChartplatzierungen (Jahr, Titel, Platzierungen, Wochen, Auszeichnungen, Anmerkungen) | Anmerkungen                         |
| Jahr | Titel    | DE | CH | Anmerkungen                         |
| ---- | -------- | --- | --- | ----------------------------------- |
| 2023 | 50 Jahre | DE3 (9 Wo.)DE | CH59 (1 Wo.)CH | Erstveröffentlichung: 10. März 2023 |

| - 1980: Portrait (2 LPs) - 1981: Hello Josephine - 1984: Up and Down the Highway – Great Hits - 1985: In Concert - 1988: Ich möcht so gern Dave Dudley hör’n - 1989: Hello Mary Lou - 1991: Take It Easy, altes Haus – Unsere deutschen Erfolge | - 1993: 1000 Meilen Staub – 20 Jahre Truck Stop (2 CDs) - 1998: 25 Jahre Truck Stop on Tour - 2000: Take It Easy, altes Haus - 2002: ...echte Kerle - 2003: 30 Jahre Truck Stop - 2004: Starboulevard (2 CDs) - 2005: Der wilde, wilde Westen (3 CDs) - 2016: Unser Hamburg |

### Singles
| Jahr | Titel Album                                           | Höchstplatzierung, Gesamtwochen/‑monate, AuszeichnungChartplatzierungen (Jahr, Titel, Album, Platzierungen, Wochen/Monate, Auszeichnungen, Anmerkungen) | Höchstplatzierung, Gesamtwochen/‑monate, AuszeichnungChartplatzierungen (Jahr, Titel, Album, Platzierungen, Wochen/Monate, Auszeichnungen, Anmerkungen) | Höchstplatzierung, Gesamtwochen/‑monate, AuszeichnungChartplatzierungen (Jahr, Titel, Album, Platzierungen, Wochen/Monate, Auszeichnungen, Anmerkungen) | Anmerkungen                                             |
| Jahr | Titel Album                                           | DE | AT | CH | Anmerkungen                                             |
| ---- | ----------------------------------------------------- | --- | --- | --- | ------------------------------------------------------- |
| 1978 | Ich möcht’ so gern Dave Dudley hör’n Zuhause          | DE20 (16 Wo.)DE | — | — | Erstveröffentlichung: April 1978                        |
| 1979 | Take It Easy, altes Haus Nicht zu bremsen             | DE38 (12 Wo.)DE | — | — | Erstveröffentlichung: März 1979                         |
| 1980 | Der wilde, wilde Westen Bitte Recht Freundlich …      | DE15 (24 Wo.)DE | AT4 (2 Mt.)AT | — | Erstveröffentlichung: März 1980                         |
| 1981 | Lass die Mädels wissen … Nicht zu bremsen             | DE60 (5 Wo.)DE | — | — | Erstveröffentlichung: April 1981                        |
| 1981 | Easy Rider Die Cowboys                                | DE53 (6 Wo.)DE | — | — | Erstveröffentlichung: September 1981                    |
| 1990 | Arizona-Arizona Arizona                               | DE65 (8 Wo.)DE | — | — | Erstveröffentlichung: Juli 1990                         |
| 1991 | Alles Bingo                                           | DE52 (10 Wo.)DE | — | — | Erstveröffentlichung: Mai 1991                          |
| 1992 | Wenn es Nacht wird in Old Tucson Meisterstücke        | DE79 (1 Wo.)DE | — | — | Erstveröffentlichung: Juni 1992                         |
| 1993 | Männer mit Hut 1000 Meilen Staub                      | DE86 (2 Wo.)DE | — | — | Erstveröffentlichung: September 1993                    |
| 1999 | Maschen-Draht-Zaun On the Road • TV total – Das Album | DE1 ×3Dreifachgold · (14 Wo.)DE | AT1 Platin · (15 Wo.)AT | CH2 (15 Wo.)CH | Erstveröffentlichung: 12. November 1999 mit Stefan Raab |

| - 1973: Hello Josephine - 1974: Orange Blossom Special - 1975: Rip It Up - 1976: Is Anybody Goin’ to San Antone - 1977: Die Frau mit dem Gurt - 1978: Der Tramp - 1978: Amerika - 1978: Der König von der Autobahn - 1979: Rosie - 1980: Old Texas Town, die Westernstadt - 1981: Nein danke, ich rauch’ nicht mehr - 1982: Mein Opa, das bin ich - 1982: Die Sonne steht tief - 1982: Das gibt’s doch nur in Dallas - 1983: Hillybilly Country Lilly - 1983: Vater und Sohn - 1984: Ein Tag wie ein Freund - 1984: Angeln entspannt - 1985: Happy Birthday - 1986: Louisiana Lady - 1988: Big White Diesel - 1988: Großstadtrevier - 1989: Lass dir nie den Tag verderben - 1990: Square Dance Darling - 1992: Du bist immer auf Achse - 1993: Erwin, der dicke Schneemann | - 1994: Heirate doch Jonny Hill - 1995: Emmylou, Emmylou - 1995: Wohin der Wind dich treibt - 1996: Route 66 - 1997: Dann pfeif drauf - 1999: Damenwahl - 1999: Lady Harley - 2001: Bitte erlöse uns, Elvis - 2001: Waterkant - 2002: Bock auf’n Pickup Truck - 2003: Von Arizona bis Old Texas Town - 2004: Durch Sachsen ohne Anhalt - 2004: Die Rechnung bitte - 2006: Alle machen’s - 2006: Immer geradeaus - 2007: Ich bin dein Mann - 2008: Der Sheriff hat heute Geburtstag - 2008: Leb’ dein Leben - 2008: Country Sommernacht - 2010: Einfach mal nichts tun - 2010: Was sollen wir denn in Nashville? - 2010: Freiheit um die Nase - 2025: Freiheit pur - 2025: Freitags hab’ ich keine Freunde - 2025: Manolito |